# Ferrovie nazionali di Cuba
Ferrocarriles de Cuba (FC), o  Unión de Ferrocarriles de Cuba (UFC) (in italiano: Ferrovie nazionali di Cuba), è la compagnia statale che esercisce il servizio ferroviario, sia passeggeri che merci, nell'isola principale dell'arcipelago cubano.

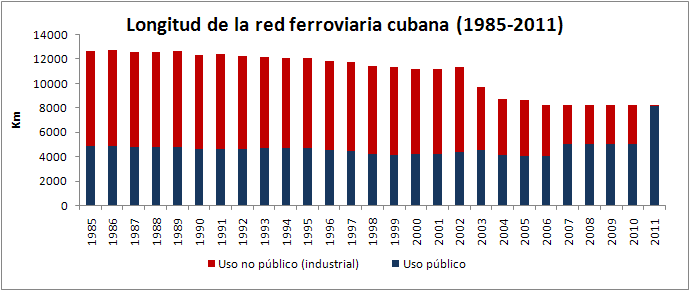
Variazione della lunghezza della rete ferroviaria tra il 1985 e il 2011

## Storia

### Premesse
Nel 1836 Gaspar Betancourt Cisneros organizzò un servizio ferroviario con trazione a cavalli detto Ferrocarril de Camaguey a Nuevitas in Camagüey (Puerto Príncipe). Un servizio ferroviario vero e proprio iniziò il 12 ottobre 1834 quando il re di Spagna Ferdinando VII approvò la costruzione della prima linea. La Compania de Caminos de Hierro de La Habana aprì i primi 27.5 km di linea tra Havana a Bejucal il 19 novembre 1837, fu il primo tratto ferroviario aperto in America latina. L'Avana ebbe il suo primo tratto ferroviario urbano (Ferrocarril Urbano de la Habana) il 3 febbraio 1859.
Il costruttore statunitense (canadese di nascita), Sir William Van Horne finanziò la espansione della rete cubana all'inizio del 1900, investendo nella Cuba Railroad Company (fondata nel 1902). Nel 1924 Ferrocarriles Consolidados de Cuba incorporò la Ferrocarriles de Cuba. Altre ferrovie furono create ed incorporate degli anni venti:
- le Ferrocarriles del Norte de Cuba 1916;
- la Ferrocarril Espirituano Tunas de Zaza;
- la Ferrocarril Guantánamo y Occidente.

Tra il 1940 ed il 1959 i servizi del sistema ferroviario cubano furono interrotti a causa della carenza di combustibili ad effetto della Seconda guerra mondiale. Il trasporto dei passeggeri e delle merci fu sostituito da trasporti su strada su autobus o autocarri. Alcune piantagioni di canna da zucchero adottarono locomotive diesel.
In epoca precedente la rivoluzione fu istituito un servizio di trasporto dei carri ferroviari mediante traghetti tra Miami e l'Avana.
La compagnia West India Fruit and Steamship Company fu una delle compagnie che sostennero quel servizio.

### Rivoluzione cubana e nazionalizzazione delle ferrovie
In seguito alla rivoluzione e alla presa del potere a Cuba da parte di Fidel Castro nel 1959 nacque, dalla nazionalizzazione di sistemi ferroviari pubblici e privati, la Ferrocarriles Nacionales de Cuba.  Il trasporto dalle piantagioni della canna da zucchero e per l'industria relativa continuò ad operare come sistema separato sotto la direzione di un Ministero apposito "dello zucchero", il MINAZ.
Dal 1963 al 1966 le British Rail fornirono diverse nuove locomotive. 
Dopo la Crisi dei missili, fu difficile per Cuba ottenere nuove forniture, ad effetto dell'embargo deciso dagli Stati Uniti nei suoi confronti.
Alcuni treni furono consegnati via nave attraverso la Iugoslavia, per questa via giunsero a Cuba alcune locomotive diesel-elettriche della classe 47, della British Rail.
Gli acquisti di treni e parti di dotazione dal blocco occidentale cessarono alla fine del 1960, e furono rimpiazzate da forniture dal blocco orientale, questo flusso si interruppe con il crollo della Unione Sovietica.
Cuba fu comunque in grado di ottenere parti e anche nuove locomotive da costruttori di altre nazioni, che non furono influenzati dall'embargo statunitense, come ad esempio dalla Montreal Locomotive Works:
- 5 locomotive Tipe RSC18 dal Canada
- 9 elettromotrici da Ferrocarrils de la Generalitat de Catalunya (FGC) (Ferrovie Governative della Catalogna), Spagna.

A partire dal 2000, le ferrovie cubane ebbero l'afflusso di equipaggiamenti di seconda mano, provenienti da Canada, Messico, ed Europa.
Molte locomotive sono diesel o diesel-elettriche, e solo poche sono vecchie locomotive a vapore usate per le vecchie piantagioni di canna da zucchero o per usi turistici.
Dopo il 1990 la Cina divenne il nuovo fornitore di carri ferroviari; nel 2006, 12 nuove locomotive furono spedite a Cuba dalla Cina, che inoltre ha venduto a Cuba diversi carri usati.

### Le trasformazioni degli anni duemila

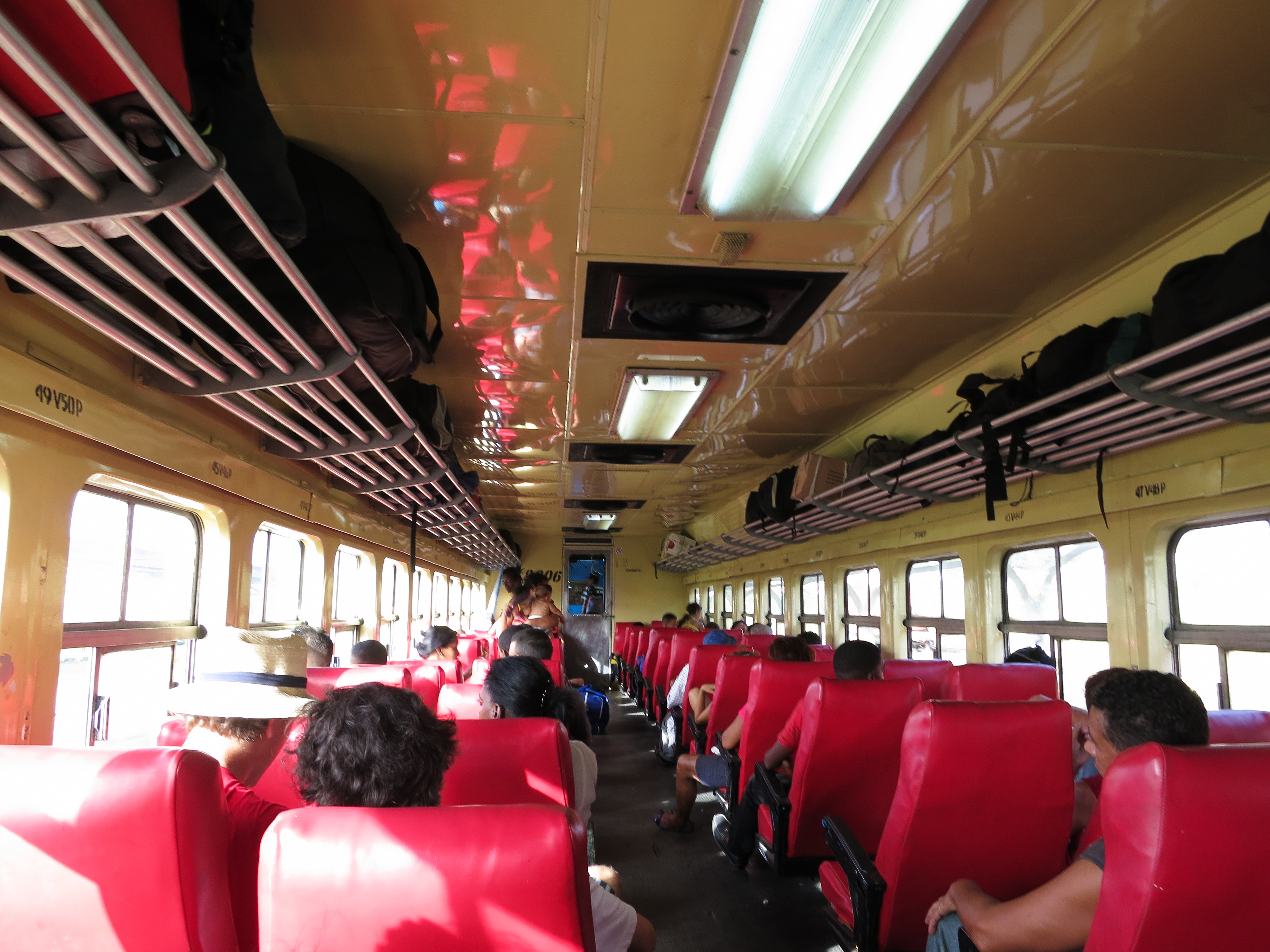
Interno di una carrozza ex-ferrovie del Messico in servizio sulla linea di Santa Clara (2012)

Dal 2000 in poi, per sopperire all'obsolescenza del parco rotabili, furono acquisite locomotive e vagoni provenienti da dismissioni delle ferrovie di Francia, Germania, Canada (5 locomotive RSC18), Spagna e Messico. Il 25 settembre 2007, nell'ambito della alleanza tra i governi di Hugo Chávez e Raúl Castro, gli investitori della Banca del Venezuela per Socio-Economic Development (BANDES) raggiunsero un accordo con Cuba per investire 100 milioni di dollari per migliorie e riparazioni delle infrastrutture della rete ferroviaria dell'isola. Il parco della ferrovia elettrica di Hershey venne rinnovato con 9 convogli automotori acquisiti dalle Ferrocarrils de la Generalitat de Catalunya (FGC). La Cina divenne uno dei principali fornitori di materiale ferroviario; nel 2006, le ferrovie nazionali ricevettero 12 nuove locomotive cinesi di tipo DF7G-C da 2500 HP.
Tra il 2010 e il 2011 vennero eseguite importanti riparazioni su sezioni della ferrovia centrale, Cienfuegos-Santa Clara e di altri rami, utilizzando attrezzature acquistate in Cina, allo scopo di ripristinare la velocità di progetto sulla linea centrale e aumentare la velocità media nazionale di treni passeggeri a 100 km/h. Nel 2011, con l'abolizione del Ministero dello zucchero, furono unificate le ferrovie industriali (non considerate precedentemente di uso pubblico) nell'Union de Ferrocarriles de Cuba. Nel 2010 il Ministero dei Trasporti allocava il 69% dei suoi investimenti nelle ferrovie includendo acquisto di carrozze, vagoni merci, silos di cemento e l'implementazione di un nuovo sistema di telecomunicazioni wireless. Oltre a riparazioni del tracciato, 112 nuove locomotive furono acquistate tra il 2010 e 2012
Dal luglio 2011 la ferrovia statale è stata riorganizzata in quattro divisioni operative, Occidente, Centro, Centro Oeste e Oriente con sedi divisionali a l'Avana, Santa Clara, Camaguey e Santiago de Cuba, e tre società di supporto per la costruzione, la logistica e la produzione di materiale di costruzione.
Il 2014 è stato l'anno in cui sono stati ultimati i lavori di un progetto avviato negli anni '80: la ferrovia a doppio binario tra l'Avana e il nuovo porto di Mariel della lunghezza di 65 km. La nuova ferrovia, a doppio binario, utilizzata sia per il trasporto passeggeri che merci ha permesso di integrare nella rete ferroviaria nazionale il porto di Mariel, l'unico, dei 6 porti di primaria importanza del paese, che non era ancora collegato.

## Rete ferroviaria

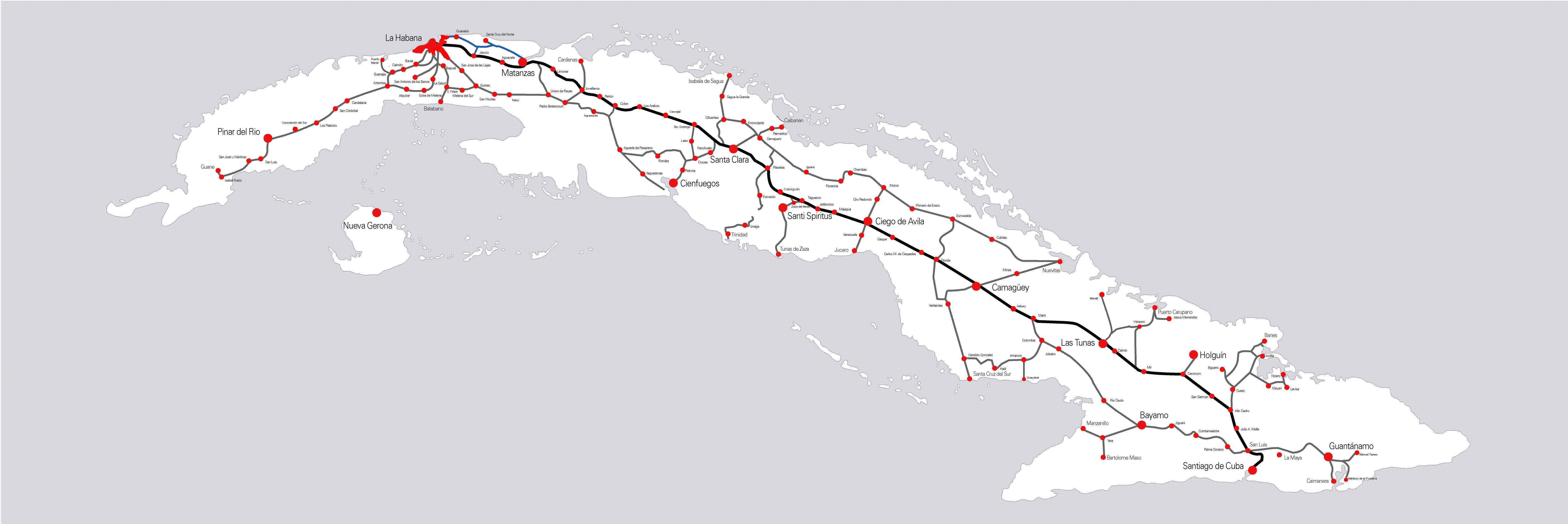
Mappa della rete ferroviaria di Cuba

La rete ferroviaria principale usa lo scartamento ferroviario, detto standard, di 1435 mm; la maggior parte dei 4,226 km di rete ha trazione diesel, con soli 140 km elettrificati. La rete è costituita da una dorsale principale che si estende lungo l'estensione dell'Isola da L'Avana fino a Santiago de Cuba. Ad essa si innestano, all'Avana, la linea per Cienfuegos e quella per Pinar del Río, a Santa Clara la linea per Nuevitas, a Martì la linea per Bayamo e Manzanillo e a San Luis quella per Guantanamo. Di rilievo anche i collegamenti tra Guaios e Sancti Spiritus e Cacocum-Holguin. Tutte le diramate sono collegate da treni originanti dalla stazione dell'Avana.
Le reti minori hanno spesso uso marginale o sono in condizioni di dismissione. ,
Il ramo verso la costa sud da Placetas a Trinidad è interrotto tra Fomento e Meyer per serie lesioni ad un ponte pertanto il tratto estremo è sconnesso dalla rete. Un servizio giornaliero separato prosegue, dopo il ponte danneggiato fino a Trinidad e con una locomotiva a vapore e due carrozze espleta un servizio turistico attraverso la regione della coltivazione della canna da zucchero (Valle de los Ingenios) e i monti Escambray.
Il treno di bandiera, detto "Treno francese" (Tren Francés) collega L'Avana con Santiago di Cuba, è operato con carrozze usate in origine in Europa tra Parigi ed Amsterdam per l'ex TEE. Il treno è costituito da 12 carrozze, la trazione è effettuata mediante una locomotiva diesel cinese.
Il treno Hershey è un treno a trazione elettrica tra Havana e Matanzas nato per il trasporto dei lavoratori e dei prodotti della coltivazione di canna da zucchero.
Svolge un servizio passeggeri nella regione settentrionale di Havana e Matanzas.
Alcune carrozze originali sono ancora in servizio.

## Parco rotabili di trazione
(Gli elenchi non sono esaustivi)
| Gruppo                              | Fabbrica                                                | Quantità | Note                                             |
| ----------------------------------- | ------------------------------------------------------- | -------- | ------------------------------------------------ |
| TE114K locomotive Diesel            | Fabbrica di Locomotive Luhansk, URSS                    | 108      |                                                  |
| TEM2TK locomotive Diesel            | Fabbrica di Bryansk, USSR                               | 79       |                                                  |
| DVM-9 locomotive Diesel-elettriche  | Ganz-MÁVAG, Ungheria                                    | 70       |                                                  |
| MLW MX624 locomotive Diesel         | Montreal Locomotive Works, Canada                       | 50       | importate nel 1976                               |
| EMD G8 locomotive Diesel            | General Motors Electro-Motive Division, USA             | 51       |                                                  |
| TEM4 locomotive Diesel              | Fabbrica di Bryansk, USSR                               | 40       |                                                  |
| 040-DE locomotive Diesel-elettriche | Brissonneau et Lotz, Francia                            | 42       | simili alle locomotive francesi BB 63000         |
| TEM15 locomotive Diesel             | Fabbrica di Locomotive Luhansk, URSS                    | 25       |                                                  |
| M62K locomotive Diesel              | Fabbrica di Locomotive Luhansk, URSS                    | 20       |                                                  |
| GE C30-7A locomotive Diesel         | GE Transportation, USA                                  | 19       | acquistate attraverso il Messico                 |
| BR 771 automotrice                  | VEB Waggonbau Bautzen, Germania Orientale               | 17       | acquistate dopo il 2000                          |
| BR 971 automotrici                  | VEB Waggonbau Bautzen, (Germania Orientale)             | 3        |                                                  |
| BR 772 automotrici                  | VEB Waggonbau Bautzen, (Germania Orientale)             | 15       |                                                  |
| BR 972 automotrici                  | VEB Waggonbau Bautzen, (Germania Orientale)             | 22       |                                                  |
| DF7G-C locomotive Diesel-elettriche | Beijing Feb. 7th Railway Transportation Equipment, Cina | 47/112   | forniture successive 2005, 2006, 2008; 2009–2010 |
| DF7K-C locomotive Diesel-elettriche | China CNR Corporation, Cina                             | 5        | Le prime 5 fornite nel 2008                      |
| GMD1 locomotive Diesel              | General Motors Electro-Motive Division, Canada          | 20       | dalle Canadian National Railway, a Cuba nel 1999 |

### Materiale rimorchiato viaggiatori
| Tipo                | Fabbrica                       | Quantità    | Note                                                      |
| ------------------- | ------------------------------ | ----------- | --------------------------------------------------------- |
| Carrozze passeggeri | Hawker Siddeley Canada, Canada | ? vari tipi | acquistate usate dalle Ferrocarriles Nacionales de México |
| Carrozze ex-TEE     | ? (Eurofima)                   | ?           | acquistate usate dalle SNCF                               |

I carri merci sono in gran parte costruiti nei paesi del blocco orientale o nell'ex-Unione Sovietica, mentre altre carrozze o carri provengono da paesi "amici" (Spagna, Giappone, Canada e Francia).